# Fullscreen
Fullscreen, LLC fue una empresa estadounidense de entretenimiento que ofrecía herramientas, servicios y consultas a creadores y marcas de contenido de redes sociales. La red multicanal, era propiedad de Otter Media, ahora una subsidiaria de Warner Bros. Discovery.
Fullscreen también proporcionaba servicios de gestión y mejora de canales para que las marcas y las empresas de medios aumenten su popularidad en las redes sociales. Los clientes de Fullscreen incluyen NBCUniversal, Fox, Fremantle, JASH, Fine Brothers Entertainment, Mattel, WIGS y más.

## Historia
Fullscreen fue fundada en enero de 2011 por el director ejecutivo George Strompolos. Strompolos contrató a Ezra Cooperstein como director de operaciones de Fullscreen.
Peter Chernin fue socio estratégico y asesor desde el inicio de Fullscreen.  En mayo de 2011, el Grupo Chernin se incorporó oficialmente como inversor. En el otoño de 2014, Chernin Group y Otter Media de AT&T adquirieron una participación mayoritaria de Fullscreen, alineándose con el enfoque de Otter Media en los medios para jóvenes.
En 2014, Fullscreen adquirió las empresas ScrewAttack y Rooster Teeth. ScrewAttack ahora opera como una división de Rooster Teeth, continuando con su serie Death Battle y Top10. En mayo de 2015, Fullscreen adquirió la agencia creativa de redes sociales McBeard.
Ese mismo año, Fullscreen se renombró a sí mismo como Fullscreen Media, que constaba de tres negocios separados: Fullscreen Creator Network, un servicio de administración que trabaja con creadores establecidos y emergentes; Fullscreen Entertainment, que comprende Fullscreen Live, su estudio subsidiario Rooster Teeth, Fullscreen Productions y su servicio de suscripción original; y Fullscreen Brandworks, una unidad dedicada al contenido de marca dirigida por el ex CEO de Razorfish, Pete Stein. En noviembre de 2015, Andy Forssell se incorporó a la empresa como director de operaciones.
En 2016, Fullscreen lanzó una aplicación de suscripción de vídeo bajo demanda. Además de Roku, el servicio de suscripción estaba disponible para iPhone, iPad, Apple TV, teléfonos y tabletas con Android y dispositivos Google Chromecast y también estaba disponible a través de Amazon Channels. La aplicación estaba disponible como prueba gratuita para las personas que tienen AT&T.
Además de la red de talentos, el equipo de Video Labs de Fullscreen trabajaba con marcas y empresas de entretenimiento para ayudarlas a tener más éxito en YouTube. En septiembre de 2016, McBeard, subsidiaria de Fullscreen, adquirió Video Labs, completando las ofertas sociales de la empresa para incluir creatividad social, conocimientos, optimización y distribución para los clientes.
Fullscreen también se asocio con Mattel para crear su propia red de influencia social, la primera de las cuales era The Hot Wheels Network.
El 14 de noviembre de 2017, Fullscreen anunció el cierre de su servicio de vídeo bajo demanda a partir de enero de 2018.
El 4 de abril de 2018, Fullscreen adquirió la firma de marketing de influencers Reelio.
El 26 de enero de 2018, Ezra Cooperstein dejó Fullscreen por Rooster Teeth, convirtiéndose en su presidente.
El 7 de septiembre de 2018, en un memorando a todos los empleados de Fullscreen, George Strompolos anunció que dejaría el cargo de director ejecutivo de la empresa y pasaría a desempeñar un papel de asesor.
El 1 de febrero de 2019, Machinima, Inc. se fusionó con Fullscreen, despidió a sus 81 empleados y cesó todas sus operaciones.
El 11 de agosto de 2020, Jukin Media anunció asociaciones con Fullscreen y BroadbandTV para brindar a sus listas de personas influyentes y YouTubers descuentos exclusivos en la biblioteca de Jukin, atención al cliente dedicada y acceso anticipado a nuevas funciones.
El 10 de noviembre de 2020, WarnerMedia despidió a gran parte del equipo de Fullscreen como parte de una reorganización de toda la empresa.

## Iniciativas
El 30 de noviembre de 2012, Fullscreen lanzó su Million Dollar Creator Fund y comprometió un millón de dólares en publicidad y promoción para sus creadores. Cada mes, cuatro canales dentro de la red Fullscreen recibían hasta $10,000 en campañas publicitarias y de guerrilla pre-roll, en las que Fullscreen pagará a sus otros socios para promocionar los canales ganadores.
La programación del orgullo LGBTQ de Fullscreen comenzó con el estreno de la temporada 2 de Hella Gay con Miles McKenna, con Miles McKenna, el 1 de junio con tres episodios consecutivos.

## Programación original
- Shane and Friends [46]
- Not Too Deep with Grace Helbig [47]
- Filthy Preppy Teens [48]
- Dr. Havoc's Diary [49]
- Zall Good with Alexis G. Zall [50]
- Electra Woman and Dyna Girl [51]
- The Deleted [52]
- Magic Funhouse! [53]
- Celebs React [54]
- CEO @ 16 [55]
- The Outfield [56]
- The What's Underneath Project [57]
- Explain Things to Me [58]
- Kingdom Geek [59]
- Party in the Back [60]
- Single and Swiping [61]
- Ladybits with Lauren Giraldo [62]
- The Drop with Greyson Chance [63]
- Present Tense with Jillian Rose Reed [64]
- Apologies in Advance with Andrea Russett [65]
- Shan Boody Is Your Perfect Date [66]
- The Minutes Collection [67]
- Hella Gay with Miles McKenna [68]
- Psychobabble with Tyler Oakley & Korey Kuhl [69]
- Goat Rodeo with Cody Ko [70]
- Jack and Dean of All Trades [71]
- Fullscreen's The Search For The Holy Fail [72]
- Search Bar with Anna Akana & Brad Gage [73]
- Goin Raw with Timothy DeLaGhetto[74]
- Wildcats: The Series with Linnea Sage [75]
- Unzipped with Lizzie Velasquez [76]
- Cassandra French's Finishing School [77]
- Shay Mitchell: Chapters [78]
- H8ters with Kian and JC [79]
- About To Break with Hey Violet [80]
- The Basement Yard with Joe Santagato [81]
- Clickbait with SSSniperWolf [82]
- Suck Less with Willam
- Fantasies
- Rachel Scanlon is Hot & Hungry
- Worth a Shot
- House Divided